# طريقة فرانك
طريقة فرانك Frank method هي طريقة لتعبئة التبغ في أنبوب تدخين تم تطويره أولاً بواسطة أخيم فرانك للاستخدام في مسابقات التدخين بالأنبوب. تتضمن طريقة فرانك ضغط التبغ من الجوانب دون ضغط الجزء العلوي. تؤدي هذه العملية إلى الحصول على طبقة متينة من التبغ في الجزء العلوي من السيجارة الأنبوبية مع طبقة أخف أسفلها، دون ضغط زائد على الطبقة العلوية. تنتج هذه الطبقة العلوية المتينة والطبقة السفلية الأخف وقتًا طويلًا للاشتعال مع عدد أقل من عمليات إعادة الإشعال، مما يجعلها مناسبة لتدخين الأنابيب في المسابقات أو التدخين العام.

## انظر المزيد
- تدخين الغليون
- اداة الغليون

## روابط خارجية
- http://estatepipes.co.uk/shop/frank-method - وصف الطريقة ومقاطع الفيديو التي أعدها أخيم فرانك تصف الطريقة..

```
  * 
https://en.wikipedia.org/wiki/Frank_method
 - طريقة فرانك 
```